# Mustang, Oklahoma
Mustang är en stad i Canadian County i Oklahoma i Oklahoma Citys storstadsområde. Vid 2010 års folkräkning hade Mustang 17 395 invånare.